# しろ (イラストレーター)
しろ（siro、1983年（昭和58年）3月6日 - ）は、日本のイラストレーター、ゲーム原画家、漫画家。男性。B型。千葉県出身、埼玉県所沢市在住。ペンネームの由来は「覚え易いから」とのこと。淡い色づかいと柔らかいタッチの優しいイラストが特徴的である。

## 人物
サークル名「WHITEPAPER」で同人活動も行っている。妻は漫画家の月ヶ瀬ゆりの。
『コミック アース・スター』にアウトドア漫画『ヤマノススメ』を連載している。
2017年（平成29年）8月2日に妻との間に第一子となる女児が誕生したことを自身のTwitterで報告した。

## 作品リスト

### 漫画
- ヤマノススメ（『コミック アース・スター』連載、2011年9月号 - ）
- セーラー服とブレザーちゃん（『コミックフラッパー』連載、2015年12月号 - 2017年7月号）
- カメラ、はじめてもいいですか?（『ヤングキングアワーズ』連載、2019年10月号 - ）

### 画集
- しろ画集 -Segment-（フレックスコミックス発行、ソフトバンククリエイティブ発売） 2007年10月初版、ISBN 978-4-7973-4477-6

### ゲーム原画
- シンフォニック=レイン （工画堂スタジオ/2004年）
- 羊の方舟（工画堂スタジオ/2005年）
- 夏めろ（AcaciaSoft/2007年・アダルトゲーム）
- 萌え萌え大戦争☆げんだいばーん+

### 挿画
- 白人萠乃と世界の危機（七月隆文・著、電撃文庫）
- 零と羊飼い（西川真音・著、一迅社文庫）
- ナナヲ♥チートイツ（森橋ビンゴ・著、メガミ文庫）
- 絶対女王にゃー様（J・さいろー・著、ガガガ文庫）
- 放課後恋愛部!（美月りん・著、電撃文庫）

### その他
- スティックポスターin羽後町II[6]（「井出・蒲倉・蒐沢」イラスト、秋田県羽後町）
- ヤマノススメ - 女の子のイラストと登山写真を集めた同人誌。2011年（平成23年）5月に発行後、上記連載漫画作品の原型となった[4]。
- チャリティーイラスト本「Smile/Yell」[7] - 東日本大震災関連・イラスト寄稿 密林社
- コンピレーションアルバム「笑わないで聞いてくれ。ニコニコ動画にはじめてうpした時はコメントが嬉しくて再生数にwktkして弾幕に感動して歌ってみたに驚いた。そしてこれからもっと豹化されるべきかもしれないぼくらw」による「の、アッパー祭り。」及び「の、バラード祭り。」のCDジャケットイラスト。
- きんいろモザイクThank you!!（応援コメント）[8]